# Spirulina
Spirulina (také Arthrospira) je rod sinic z řádu Oscillatoriales.

## Popis
Spirulina jsou vzplývavé vláknité sinice s cylindrickými buňkami. Vlákna jsou stočena v levotočivou šroubovici. Vyskytují se převážně v tropických a subtropických jezerech s vysokým pH a koncentracemi uhličitanů a hydrogenuhličitanů. A. platensis se vyskytuje v Africe, Asii a Jižní Americe, zatímco A. maxima ve Střední Americe.

## Použití
Spirulina se pěstuje v Japonsku na výrobu vitamínových tablet. Obsahuje totiž mimo jiné vitamíny B1, B2, B3, B6, B9, A, D, E, K a C.
Co se týče vitamínu B12, Spirulina obsahuje 80 % neúčinné formy a pouze 20 % tvoří část účinná u člověka.
V současnosti začíná být na vzestupu její konzumace hlavně díky jejímu vysokému obsahu bílkovin. Obsahuje jich více než 50 %, což ji řadí mezi nejvíce na proteiny bohaté potraviny v přírodě. Je přínosnou náhradou za proteinové prášky. Bývá označována jako superpotravina (tzv. superfood).
Spirulina je dobrým zdrojem koncentrovaných, netoxických a lehce vstřebatelných živin. Obsahuje též karoteny, chlorofyl a fykocyanin. Navíc dodává minerály (včetně stopových), buněčné soli, rostlinné živiny a enzymy.
Díky barvivu z této řasy se také na trh vrátily modré „Smarties“ (lentilky z produkce Nestlé). Firma předtím tuto barvu přestala vyrábět, když upustila od používání umělých barviv.